# Csetény
Csetény es un pueblo ubicado en el distrito de Zirc, en el condado de Veszprém, Hungría.

## Superficie
Posee una superficie de 18,37 kilómetros cuadrados.

## Demografía
Hasta 2019 la población era de 1842 habitantes, con una densidad de población de 100,3 habitantes por kilómetro cuadrado.